# Przemysław Rosati
Przemysław Rosati (ur. 7 września 1982) – polski prawnik, adwokat, prezes Naczelnej Rady Adwokackiej od 2021, członek Trybunału Stanu od 2023.

## Życiorys
W 2006 ukończył studia prawnicze na Uniwersytecie Marii Curie-Skłodowskiej. W 2010 zdał egzamin adwokacki, po czym podjął praktykę w zawodzie. Od 2012 działacz samorządu adwokackiego, był członkiem Komisji Komunikacji Społecznej NRA, zastępcą rzecznika dyscyplinarnego Okręgowej Rady Adwokackiej w Warszawie, a od 2016 zastępcą rzecznika dyscyplinarnego NRA. W 2016 wybrany w skład Naczelnej Rady Adwokackiej. W 2017 objął funkcję sekretarza Porozumienia Samorządów Zawodowych i Stowarzyszeń Prawniczych. 19 marca 2021 został wybrany przez Krajowy Zjazd Adwokatury na prezesa Naczelnej Rady Adwokackiej. W 2022 objął funkcję prezesa zarządu Fundacji Adwokatury, został też członkiem rady programowej kierunku prawo na Wydziale Prawa i Administracji Uniwersytetu Gdańskiego oraz członkiem rady ekspertów Wydziału Prawa i Administracji Uczelni Łazarskiego w Warszawie.
W listopadzie 2023 Sejm X kadencji z rekomendacji Koalicji Obywatelskiej wybrał go w skład Trybunału Stanu.